# بهية راشدي
بهية راشدي ممثلة جزائرية، وُلدت في الجزائر العاصمة عام 1948 وتنحدر من أصول في القصر بجاية. بدأت مسيرتها الفنية بالالتحاق بالمجموعة الصوتية عام 1969، وسرعان ما أصبحت من الأسماء المعروفة في مجال التمثيل الجزائري. شاركت في العديد من الأفلام والمسلسلات الجزائرية، وقدمت أدوارًا متنوعة تراوحت بين الأعمال التاريخية والدينية والاجتماعية. كانت مشاركاتها تركز بشكل كبير على التلفزيون، مما جعلها واحدة من الوجوه المألوفة لدى الجمهور الجزائري.

## أعمالها

### أفلام
- امراتان
- كيد الزمن
- رشيدة
- صابرة

### المسلسلات
- حنان امراة
- جروح الحياة
- كواليس الحياة
- اللاعب
- شهرة
- مفترق الطرق
- وهيبة
- الامتحان الصعب
- دموع القلب
- أسرار الماضي 1
- أسرار الماضي 2
- حب في قفص الاتهام
- قلوب تحت الرماد
- بيبيش وبيبيشة
- حارة الشهداء

- عاشور العاشر الجزء 3
- أحوال الناس
- الأرض

## جوائز
- حازت بهية راشدي على أفضل ممثلة عربية بمهرجان تونس عام 2005.[3]

## حالتها الصحية
في مايو 2024 أعلنت عبر مواقع التواصل الاجتماعي عن إصابتها بمرض السرطان. في منشورها كتبت: «المرض ابتلاء من عند الله. والله إذا أحب عبداً ابتلاه» أوضحت أنها بدأت تشعر بتعب شديد ودوار مستمر بعد عيد الفطر، ما دفعها للتوجه إلى عيادة قريبة من منزل أخيها، حيث أظهرت الفحوصات الأولية أنها مصابة بالسرطان.